# Beckerellus
Beckerellus is een vliegengeslacht uit de familie van de wolzwevers (Bombyliidae). De wetenschappelijke naam van het geslacht werd voor het eerst geldig gepubliceerd in 1995 door David J. Greathead.

## Soorten
Het genus bevat de volgende soorten:

- Beckerellus androgynus (Loew, 1855)
- Beckerellus melanopus (Bezzi, 1924)
- Beckerellus obtusus (Bezzi, 1924)
- Beckerellus terminatus (Becker, 1909)